# Barackmoly
A barackmoly vagy barackrágó sarlósmoly, (Anarsia lineatella) a valódi lepkék (Glossata) alrendjébe tartozó sarlós ajkú molyfélék (Gelechiidae) család 245, hazánkban is honos fajának egyike. Az őszibarack és más csonthéjas gyümölcs veszélyes, meghatározó kártevője.

## Elterjedése, élőhelye
Nagy-Britannia kivételével egész Európában előfordul, főleg a melegebb vidékeken. Nyugat-Ázsiában és Kis-Ázsiában is honos, az USA-ba és Kanadába behurcolták. Egész Magyarországon megtalálni, de főleg az ország déli részén gyakori.

## Megjelenése
Szürke szárnyát hosszanti fekete csíkok mintázzák. A szárny fesztávolsága 11–14 mm.

## Életmódja
Hazánkban évente három teljes és – ha a nyár elég hosszú és meleg – egy csonka negyedik nemzedéke fejlődik ki. A fiatal hernyó telel át, majd tavasszal behatol a fakadó rügyekbe.
Az őszibarackon áttelelt hernyók járatot rágnak a rövid, 2–3 cm-es hajtások tengelyébe; ezek a hajtások elhervadnak és elpusztulnak. Később a hernyók a hosszabb hajtásokra térnek át, majd a nyártól a gyümölcsöket károsítják. A kocsánynál rágnak be a gyümölcsbe, amit belülről falnak fel. A még zöld gyümölcs érése ilyenkor meggyorsul, majd gyakran félig éretten lehullik. A nyár végén rakott petékből kikelő hernyók a kéreg alá rágnak, és a háncsrészeket eszik. Benyomulhatnak a rügyek belsejébe, és kiodvasíthatják azokat. Ekként a barackmoly az egész tenyészidőszakban kárt okoz, és a kártétel formái igen változatosak.
Fő tápnövényei a csonthéjasok:
- őszibarack,
- kajszibarack,
- szilva,
- mandula;

legkedveltebb tápnövényének az őszibarackot tartják.
Megtelepszik az almán, a körtén és a Prunus nemzetség tagjain is.